# Myrmecia formosa
Myrmecia formosa is een mierensoort uit de onderfamilie van de Myrmeciinae. De wetenschappelijke naam van de soort is voor het eerst geldig gepubliceerd in 1933 door Wheeler, W.M..